# メルセデス・ベンツ・M256エンジン

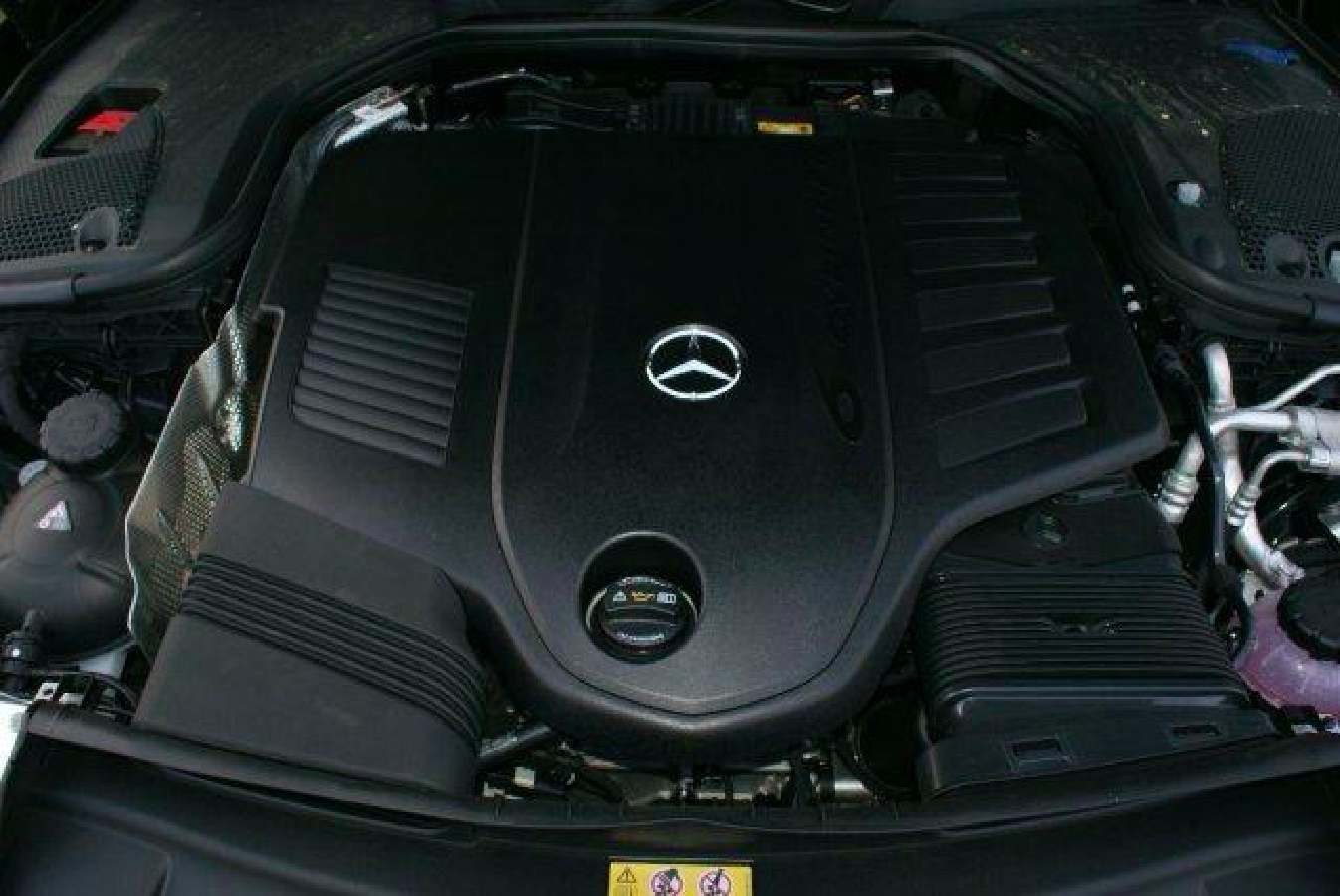
M256

M256は、メルセデス・ベンツの直列6気筒ガソリンエンジンの系列であり、M276系列の後継である。

## 概要
メルセデス・ベンツにとって、1997年（M104系列）以来、約20年ぶりの直列6気筒エンジンであり、電化を前提にして設計された初めてのパワーユニットである。直列エンジンの採用により、エンジン左右のスペースに補器類を配置することが可能になったほか、これまでエンジン回転を動力源としていたエアコンディショナーやウォーターポンプなども電動化されたため、エンジン前部のベルト駆動装置が不要となり、よりコンパクトなエンジンとなった。また、エンジン近接型の触媒を採用し、より効率的な排出ガス処理を可能にした。さらに、12mmオフセットされたエンジンや、シリンダーウォールにスチールカーボン材を溶射コーティングするNANOSLIDE®摩擦低減加工を施すことで、フリクションロスを低減している。
新たに「ISG （インテグレーテッド・スターター・ ジェネレーター）」が搭載され、メルセデス・ベンツでは初のマイルドハイブリッドモデルとなった。ISGは、エンジンとトランスミッションの間に配置された電気モーターを指し、オルタネーターとスターターの機能も兼ねている。 この電気モーターと48V電気システムにより、従来のハイブリッド車のような回生ブレーキ による発電を行い、約1kWhの容量のリチウムイオンバッテリーに充電する。低回転時にはその電力を利用して動力補助を行うことで、高い効率性と力強い加速を実現した。
一部モデルには、排気によるターボチャージャーが効果を出しづらい低回転域で過給を行う、電動スーパーチャージャーも搭載されている。電動スーパーチャージャー とISGによる動力補助、および排気ターボチャージャーとの組み合わせで、ターボラグを解消し、あらゆる回転域で俊敏なエンジンレスポンスを実現する、と謳われている。
2018年3月、Sクラス（W222）から、順次導入された。

## バリエーション
| エンジン型式 | 総排気量 cc | ボア×ストローク mm | 最高出力 kW(PS)/rpm     | 最大トルク Nm(kgm)/rpm   | 搭載モデル                                   | 販売期間             |
| ------------ | ----------- | ------------------ | ----------------------- | ------------------------ | -------------------------------------------- | -------------------- |
| M256         | 2,996       | 83.0×92.3          | 330 (449)/ 5,800～6,100 | 560 (57.1)/ 2,200～5,000 | S 500 4MATIC (W/V223)                        | 2021年1月-           |
| M256         | 2,996       | 83.0×92.3          | 330 (449)/ 5,800～6,100 | 560 (57.1)/ 2,200～5,000 | Mercedes-AMG E 53 HYBRID 4MATIC+ (W/S214)    | 2024年12月-          |
| M256         | 2,996       | 83.0×92.3          | 330 (449)/ 5,800～6,100 | 560 (57.1)/ 2,200～5,000 | Mercedes-AMG CLE 53 4MATIC+ (C/A236)         | 2024年6月-           |
| M256         | 2,996       | 83.0×92.3          | 320 (435)/ 5,800～6,100 | 560 (57.1)/ 2,200～5,000 | Mercedes-AMG GLE 53 4MATIC+ (W/C167)         | 2020年5月-           |
| M256         | 2,996       | 83.0×92.3          | 320 (435)/ 5,800～6,100 | 520 (53.0)/ 1,800～5,800 | Mercedes-AMG E 53 4MATIC+ (W/S213、C/A238)   | 2018年9月-2024年1月  |
| M256         | 2,996       | 83.0×92.3          | 320 (435)/ 5,800～6,100 | 520 (53.0)/ 1,800～5,800 | Mercedes-AMG CLS 53 4MATIC+ (C257)           | 2018年9月-2023年8月  |
| M256         | 2,996       | 83.0×92.3          | 320 (435)/ 5,800～6,100 | 520 (53.0)/ 1,800～5,800 | Mercedes-AMG GT 53 4MATIC+ (X290)            | 2019年2月-           |
| M256         | 2,996       | 83.0×92.3          | 270 (367)/ 5,500～6,100 | 500 (51.0)/ 1,600～4,500 | Mercedes-AMG GT 43 4MATIC+ (X290)            | 2019年2月-           |
| M256         | 2,996       | 83.0×92.3          | 270 (367)/ 5,500～6,100 | 500 (51.0)/ 1,600～4,500 | S 580 e 4MATIC ロング (V223)                 | 2022年6月-           |
| M256         | 2,996       | 83.0×92.3          | 270 (367)/ 5,500～6,100 | 500 (51.0)/ 1,600～4,500 | S 450 (W/V222) S 450 エクスクルーシブ (W222) | 2018年3月-2021年1月  |
| M256         | 2,996       | 83.0×92.3          | 270 (367)/ 5,500～6,100 | 500 (51.0)/ 1,600～4,500 | E 450 4MATIC エクスクルーシブ (W/S213)       | 2020年9月-2022年9月  |
| M256         | 2,996       | 83.0×92.3          | 270 (367)/ 5,500～6,100 | 500 (51.0)/ 1,600～4,500 | E 450 4MATIC スポーツ (C/A238)               | 2020年10月-2022年9月 |
| M256         | 2,996       | 83.0×92.3          | 270 (367)/ 5,500～6,100 | 500 (51.0)/ 1,600～4,500 | CLS 450 4MATIC スポーツ (C257)               | 2018年6月-2022年9月  |
| M256         | 2,996       | 83.0×92.3          | 270 (367)/ 5,500～6,100 | 500 (51.0)/ 1,600～4,500 | GLE 450 4MATIC スポーツ (W167)               | 2019年6月-2022年3月  |